# Benavert
Benavert   (segle XI - Siracusa, 1086) va ser l'últim Emir de Sicília. Va dirigir la resistència contra l'ocupació dels normands a Sicília oriental del 1072 al 1086. No és esmentat per cap font musulmana, només per l'historiador italià Malaterra. El seu nom àrab era sens dubte Ibn Abbad i era l'ancestre del Muhammad ibn Abbad que va dirigir la darrera rebel·lió dels musulmans sicilians contra l'emperador Frederic II (1197-1250) i que va acabar amb la seva execució el 1222 i deportació dels musulmans a Lucera.
Va succeir (1071 o 1072) com emir de Siracusa al kalbita Muhammed ibn Ibrahim (Ibn ath-Thumna) que havia governat del 1053 al 1071(1072 (o segons algunes fonts fins vers el 1064). El 1075 va derrotar el fill del comte Roger de Sicília prop de Catània; el 1081 va ocupar Catània. El 1085 va atacar Calàbria. El 1082 fou assetjar per Roger a Siracusa que era la seva capital. Per aixecar el setge va lliurar una decisiva batalla naval al port en la qual va resultar mort el 25 de maig de 1086. La seva mort va suposar el final de l'emirat de Sicília.